# Ximena Londoño
Ximena Londoño Pava (Cali, Colombia, 1958) es una bióloga, botánica, agrostóloga colombiana. Ha trabajado extensamente con investigaciones en guaduas de Sur y Centroamérica.
En 1976 comenzó estudios de biología; en la Universidad Nacional de Palmira, graduándose en ingeniería.
En la actualidad y regularmente describe nuevas especies, de poáceas: Guadua, Alvimia, Arthrostylidium, Aulonemia, Chusquea, Eremocaulon, Rhipidocladum, en conjunto con su colega Lynn G. Clark, y anteriormente con Thomas Robert Soderstrom (1936-1987).

## Algunas publicaciones
- maría ximena Londoño de la Pava, eneida Zurita Soto. 2008. "Two New Species of Guadua (Bambusoideae: Guaduinae) from Colombia and Bolivia". Journal Botanic Research Institute of Texas ISSN 1939-5259 Brit 2 (1 ): 25-34

- ----------------------------------------, l.g. Clark. 2002a. A revision of the Brazilian bamboo genus Eremocaulon (Poaceae: Bambuseae: Guaduinae). Syst. Bot. 27:703–721

- ----------------------------------------, l.g. Clark. 2002b. Three new taxa of Guadua (Poaceae: Bambusoideae) from South America. Novon 12:64–76

- Judziewicz, emmet, l.g. Clark, x. Londoño, m.j. Stern. 1999. American bamboos. Smithsonian Institution Press, Washington

& Londres
- lynn g. Clark, ximena Londoño, mikio Kobayashi. 1997. Aulonemia bogotensis (Poaceae: Bambusoideae), a New Species from the Cordillera Oriental of Colombia. Brittonia 49 ( 4 ) : 503-507

- ximena Londoño, p. Peterson. 1992. Guadua chacoensis (Poaceae: Bambusoideae), its taxonomic identity, morphology and relationships. Novon 2:41–47

- --------------------, p. Peterson. 1991. Guadua sarcocarpa (Poaceae: Bambuseae), a new Amazonian bamboo with fleshy fruits. Syst. Bot. 16:630–638

### Libros
- 1996. Diversity and distribution of New World bamboos: with special emphasis on the Bambuseae. Nº 8 de INBAR working paper. Ed. International Network for Bamboo & Rattan. 25 pp. ISBN 8186247149
- 2004. Bambúes exóticos en Colombia. Ed. Sociedad Colombiana del Bambú. 74 pp.

## Honores
- Presidenta de la Sociedad Colombiana de Bambú

- La abreviatura «Londoño» se emplea para indicar a Ximena Londoño como autoridad en la descripción y clasificación científica de los vegetales.[1]